# Nyctophilus timoriensis
Nyctophilus timoriensis var en omstridd fladdermusart som först beskrevs av E. Geoffroy 1806.  Nyctophilus timoriensis listades i släktet Nyctophilus och familjen läderlappar. Inga underarter listades i Catalogue of Life. Wilson & Reeder (2005) förtecknade tre underarter.
Populationer som räknades till taxonet lever i södra och östra Australien samt på östra Nya Guinea. Enligt gamla beskrivningar vistades exemplaren i låglandet och i bergstrakter upp till 1600 meter över havet. Som Nyctophilus timoriensis beskrivna populationer observeras oftast i skogar eller savanner med hårdbladsväxter eller med eukalyptus.
Timor var som fyndplats av typexemplaret sedan länge omstridd. Dessutom hade den ursprungliga beskrivningen brister. En taxonomisk studie från 2009 delade Nyctophilus timoriensis i fyra arter och Nyctophilus timoriensis räknas som nomen nudum.
- Nyctophilus corbeni
- Nyctophilus major
- Nyctophilus sherrini
- Nyctophilus shirleyae